# 대전느리울초등학교
대전느리울초등학교는 대한민국 대전광역시 서구 관저동에 위치한 공립 초등학교이다.

## 학교 연혁
- 2004년 3월 1일 대전느리울초등학교 개교(20학급 인가). 병설유치원 2학급 편성.
- 2004년 5월 6일 개교기념식
- 2005년 2월 17일 제1회 졸업식(졸업생 131명)
- 2005년 3월 1일 33학급 편성
- 2006년 2월 16일 제2회 졸업식(졸업생 179명)
- 2007년 2월 15일 제3회 졸업식(졸업생 243명)
- 2007년 3월 1일 46학급 편성
- 2007년 9월 1일 3학급 증설(특수학급1포함 49학급편성)
- 2010년 2월 11일 제6회 졸업식(졸업생 263명)
- 2010년 3월 1일 50학급 편성(특수학급 1학급)
- 2011년 2월 18일 제7회 졸업식(졸업생 283명)
- 2011년 3월 1일 49학급 편성(특수학급 1학급)
- 2012년 2월 17일 제8회 졸업식(졸업생 287명)
- 2012년 3월 1일 49학급 편성(특수학급 1학급)
- 2012년 대전광역시교육청 지정 연구학교 운영
- 2014년 2월 14일 제10회 졸업식(졸업생 수 283명, 누계 2,520명)
- 2014년 3월 1일 47학급 편성(특수학급 1학급 포함)
- 2015년 3월 1일 44학급 편성(특수학급 1학급 포함)

## 참고 자료
- 대전느리울초등학교 - 한국교육학술정보원 학교알리미